# Земляк, Ольга Николаевна
Ольга Николаевна Земляк — украинская легкоатлетка, специализирующаяся в спринте, чемпионка Европы 2012 года в эстафете 4×400 метров, заслуженный мастер спорта Украины.

## Биография
Ольга Земляк родилась в Ровно, Украина. Окончила Национальный университет водного хозяйства и природопользования по специальности экономика предприятия. Тренируется под руководством тренера Басенко Сергея.
На чемпионате Европы по лёгкой атлетике 2012 года в Хельсинки вместе с Юлией Юлишевской, Натальей Пигиды и Алиной Логвиненко выиграла беговую эстафету 4 по 400 метров. Эта победа дала ей право выступать на летних Олимпийских играх в Лондоне.
На ХХХ летних Олимпийских играх 2012 года в Лондоне заняла 4 место в эстафете 4×400 метров. 1 февраля 2017 года Олимпийский комитет дисквалифицировал российскую команду из-за обнаружения допинга у одной из спортсменки, таким образом украинская команда стала бронзовым призером Олимпиады.
На чемпионате Европы по лёгкой атлетике 2014 года в Цюрихе завоевала серебро в беге на 400 метров в одиночном забеге и в эстафете 4×400 метров.
На летних олимпийских играх 2016 года в Рио-Де-Жанейро, вышедши на финал, заняла 7-е место в одиночном забеге на 400 м. На полуфинале установила личный рекорд 50,75.
9 февраля 2007 года победила в финальном забеге на дистанции 400 метров на соревнованиях Meeting Féminin du Val d’Oise (Обонн, Франция), установив при этом личный рекорд на этой дистанции в закрытых помещениях — 52,39 с.